# Милија Селаковић
Милија Селаковић (Кремна, 1889—Шљивовица, 1944) био је земљорадник, учесник Балканских ратова и Првог светског рата и носилац Карађорђеве звезде са мачевима.
Рођен је 16. марта 1889. године у Кремнима, у породици сиромашних земљорадника. Учествовао је у ослободилачким ратовима 1912—1918. године, као артиљерац и у свакој борби показивао је примерну храброст, за коју је одликован.
После рата оженио се Гвозденијом Божић из Шљивовице, а како њени родитељи нису имали мушких потомака преселио се у њихову кућу. У овом браку родиле су се кћери Стојана, Љубинка и Стојка. Нарушеног здравља, услед неправедне оптужбе за убиство и тамновање, умире 1944. године у Шљивовици.